# King'ori
King'ori ist ein Verwaltungsbezirk (Ward) des Distrikts Meru in der tansanischen Region Arusha.

## Geografie
King'ori liegt im Norden von Tansania, etwa 30 Kilometer ostnordöstlich der Regionshauptstadt Arusha am östlichen Abhang des Ngurdoto-Kraters. Der Bezirk hat eine Fläche von 53 Quadratkilometern. Bei der Volkszählung 2022 lebten hier 13.034 Menschen in 3343 Haushalten.

## Gliederung
Der Bezirk besteht aus acht Gemeinden (Mtaa) mit 29 Orten (Kitongoji):
| Mareu - Mareu Senta - Kwa Philipo - Hospitali - Kwa Masika - Melatoi - Kwa Philipo B | Nkoansiyo - Sikirari - Hospitali - Nkoaneema | King'ori - Kwa Kirenga - Urisho - Madukani - Mseseweni | Nsengony - Ntuwe - Mboreny - Nkoanoel - Chemchem | Nkoanoel - Bondeni - Noel Senta | Mboreny - Kidire - Nongili | Muungano - Kwa Tulele - Manyata - Mulala - Mikaeli | Oldonyangiro - Kwa Masika - Hospitali - Oldonyongiro - Kwa Petro |

## Wirtschaft und Infrastruktur
- Gesundheit: In der Gemeinde Mareu befindet sich ein öffentliches Gesundheitszentrum.[6] In King'ori und in Nsengony befinden sich je eine öffentliche Apotheke.[7][8]
- Bildung: Die King'ori Secondary School bietet Jugendlichen eine Ausbildung bis zur 4. Stufe.[9]

## Sehenswürdigkeiten
- Arusha-Nationalpark: Der Westen des Bezirks mit dem Ngurdoto-Krater ist Teil des Arusha-Nationalparks.[10]